# Василий I Македонянин
Василий I Македонянин (греч. Βασίλειος Α΄ ὁ Μακεδών, арм. Բարսեղ Ա Մակեդոնացի; ок. 811/836 — 29 августа 886) — византийский император (867—886), основатель Македонской династии.

## Биография

### Происхождение
Место рождения Василия I точно не известно. Согласно традиционной версии, он родился в Адрианополе; по другой версии — в Хариополе.
Согласно некоторым источникам, Василий был армянином, рождённым в Македонии. Несмотря на то, что в некоторых арабских источниках говорится о славянском происхождении Василия I, такие предположения, по мнению англо-ирландского историка начала XX века Дж. Бьюри, не соответствуют действительности. Он считал, что единственной основой «Славянской теории» является то, что один арабский источник назвал Василия славянином, что в свою очередь, историки объясняют тем, что с точки зрения арабов все македоняне были славянами. Однако есть и другие источники, указывающие на славянское происхождение императора. На сегодняшний день многие историки считают, что Василий происходил из армян, осевших в Македонии. Однако византинист Энтони Калделлис утверждает, что «римляне обычно называли Василия македонцем из-за его провинциального происхождения, а не армянином, а в некоторых арабских текстах его называют славянином». Византинист А. А. Васильев предположил, что Василий I происходил из армяно-славянской семьи.  Согласно Норману Тобиасу из Торонтского университета, Василий I говорил на армянском языке, среди его приближённых и друзей были армяне. Василий был сыном крестьянина и провёл часть своего детства в неволе в Болгарии, где начиная с 813 года его семья находилась в плену у болгарского хана Крума. Лишь в 836 году Василию и некоторым другим удалось бежать в принадлежащую Византии Фракию.
Вопрос о дате рождения Василия является, по меньшей мере, спорным. Главным источником является биография, написанная его внуком, императором Константином Багрянородным. Проблема в том, что, упоминая о том, что Василий был «младенцем в пеленках», когда болгарский хан Крум захватил Адрианополь (в 813 году), Константин Багрянородный в то же время называет его «юношей» в период, когда он появляется при дворе Михаила III около 856 года. Многие другие факты, сообщаемые и Константином и другими источниками (Василий был «красивым мальчиком», который взобрался на колени болгарского хана Тервеля перед возвращением из плена в 836 году; старший из четырёх сыновей Василия родился не ранее 860 года; сами обстоятельства, предшествующие смерти императора и др.), указывают, что столь ранние даты рождения, как 811, 812 или 813 год, являются ошибочными. Из-за этого некоторые авторы (Н. Адонц, Д. Моравчик и др.) относят его рождение к более позднему времени, вплоть до 836 года.

### Ранние годы
Перебравшись в Константинополь, Василий, благодаря своей красивой наружности и физической силе, получил место в императорских конюшнях. Однажды проезжая через Пелопоннес он приглянулся богатой местной аристократке, та решила подарить ему целое состояние. Их дружба продолжилась и после восшествия Василия на престол, а по смерти, она завещала немалую часть своих богатств. В Константинополе он разгромил болгарина-борца, который успел до этого разгромить всех греческих силачей. В другой раз он усмирил коня. Император назначил его протостратором. Постепенно Василий набирал авторитет у Михаила, став фаворитом императора а затем и его паракимоменом. Михаил III женил Василия на своей любовнице Евдокии Ингерине. Михаил продолжил отношения с Ингериной, а Василий вступил в половые отношения с Фёклой — сестрой императора. Варда сравнивал Василия со львом, который уничтожит их всех, впоследствии он будет прав в своих словах.
Устранив влиятельного дядю императора, Варду, Василий в 866 году был усыновлён Михаилом, был вместо него объявлен кесарем, а скоро и соправителем. Те друзья которые рассчитывали на благодарность Василия, в нём разочаровались, один из них Симватий  —  патрикий и зять Варды, который предал тестя, расчитывая стать кесарем он начал восстание во Фракисийской феме, где его поддержал наместник Опсикия — Георгий Пигани, они провозгласил единственным императором Михаила и требовали низложения Василия. Однако к зиме бунт был подавлен а обоих зачинщиков ослепили. В 867 году, в период ухудшения отношений между Михаилом и Василием, последний организовал убийство императора и единолично занял императорский престол, основав новую династию.

### Правление
Финансы, административная система и армия Византии были расстроены неэффективным правлением Михаила III. Василий стал энергично восстанавливать порядок во всех областях государственного управления. Организовал чистку чиновничьего аппарата. Систематизировал византийское законодательство (издал кодекс «Прохирон» и подготовил кодекс «Эпанагога»). В «Эпанагоге» впервые в истории Византии была сделана попытка определить роли, которые в государственном законодательстве должны играть император, патриарх и само государство, а также разграничить их обязанности. Василий для пополнения казны изъял богатства своей бывшей любовницы Фёклы. Он активно боролся со злоупотреблениями чиновников. У тех, кто не честным образом разбогател при Михаиле, он конфисковал половину всего их имущества.
Василий увеличил жалование солдат, расширил численность армии. С переменным успехом воевал с арабами, возвратив часть потерянных его предшественниками территорий (Самосата, Лул, Мелитина и др.). В 868 году павликиане во главе с Хрисохиром заняли Эфес и начали угрожать власти императора в Малой Азии. Но впоследствии павликиане были разбиты в сражении при Вафириаке. Во время триумфа в Константинополе император расстреливал из лука голову погибшего Хрисохира. В 874 году империя смогла установить власть на Кипре.
В поисках союзников для борьбы с арабами, искал сближения с германскими императорами и папством. В связи с этим, в 867 году восстановил на патриаршьем престоле Константинополя патриарха Игнатия, приверженца сближения с Римом. Однако вскоре император вернул Фотия из ссылки и доверил ему воспитание сына Льва.
В 879 году император вместе со старшим сыном Константином отправился в поход в Киликию но Константин в дороге скончался, и император вернулся обратно.
В 882 году Василий в очередной раз разорил земли вокруг Малатии.
Во время очередного похода против арабов, доместик Востока Андрей подошёл к Тарсу но, город брать не стал, этим воспользовался придворный, который доложил императору о трусости Андрея, ему удалось убедить Василия, тот сместил Андрея и назначил доносчика во главе войск, с его обещанием взять Тарс. Однако он в ходе битвы за Тарс 14 сентября 883 года положил и себя и войска. Император осознал ошибку и вернул Андрея в Киликию.
На западе действия были такими же энергичными. В самом начале правления он послал флот под командованием Никиты Орифы, и тот снял осаду арабами Рагузы.
2 февраля 872 года совместные франко-византийские войска взяли Бари; через 3 года город перешёл под протекторат Византии.
На Сицилии дела шли хуже. 21 мая 878 года арабами был взят город Сиракузы. После этого крупным городом империи на острове стал Таормина.
В 882 году флотоводец Назар разбил арабский флот у Греции и совершил набеги на их сицилийские владения.
В этот период обострились взаимоотношения империи с Римом. В 880 году в Константинополе завершился собор, отменивший решения VIII Вселенского. Папа Иоанн VIII в ответ вторично анафематствовал Фотия. Однако в конце правления Василия папа Стефан V, примирился с Василием и сумел уговорить отправить войска для охраны города от сарацин. В 885 году в Италию отправился блестящий военачальник, Никифор Фока Старший (дед императора Никифора II Фоки), который в короткий срок добился весомых побед.
Император не жалел средств для постройки и восстановления сооружений в Константинополе и его окрестностей.
Василий умер вследствие несчастного случая на охоте в 886 году. Существует несколько версий с подробным описанием его смерти. Например, что его поддел рогом преследуемый олень-вожак и, зацепив за пояс, долго тащил по лесу до тех пор пока один из телохранителей не догнал императора и не перерубил пояс мечом. Однако придя в себя, император приказал арестовать своего освободителя, заподозрив того в попытке убийства: «Не для того он поднял меч, чтобы спасти меня, а для того, чтобы убить». Из-за полученных смертельных ушибов василевс скончался через несколько дней. Согласно версии Константина Багрянородного, Василия I поразило «истечение желудка».
После смерти Василия его преемником стал Лев VI, который по мнению большинства авторов является незаконнорождённым сыном императора Михаила III.

### В культуре
- Гарри Тертлдав, историк и автор книг в жанре альтернативной исторической фэнтези, написал в том числе и серию книг о мире Videssos, который очень близок к Византийской Империи. Трилогия «Сказания о Криспе» — «Возвышение Криспа» (1991), «Крисп Видесский» (1991) и «Император Крисп» (1994) — основана на жизни императора Василия I и его сыновей.